# Ло Вей
Ло Вей (кит. 羅維, пін. Luó Wéi; 12 грудня 1918, Цзянсу — 20 січня 1996, Гонконг) — гонконгський кінорежисер і кіноактор, найбільш відомий тим, що започаткував творчу кар'єру Брюса Лі у фільмах про бойові мистецтва, таких як «Великий бос» і «Кулак люті» та Джекі Чана у «Новий кулак люті».

## Біографія
Ло Вей народився 12 грудня 1918 року в китайській провінції Цзянсу. Він розпочав свою кар'єру в кіно під час Другої світової війни. У 1948 році Ло переїхав до Гонконгу.
Саме Ло Вей підписав контракт з Брюсом Лі на фільми «Великий бос» та «Кулак люті», які принесли акторові всесвітню популярність. Проте їх співробітництво закінчилось гучним скандалом, бо Ло Вей намагався переконати спільноту, що саме він навчив Брюса Лі дратися у фільмах.
Після смерті Брюса Лі саме Ло дав Джекі Чану його перший шанс на великий успіх у рамках хвилі Bruceploitation (англ. Bruce Lee + Exploitation; «фільми, що схожі на фільми про Брюса Лі»). Вважається, що Ло Вей був пов'язаний з китайською злочинною організацією «Тріада». Чоловік керував продюсерською компанією Lo Wei Motion Picture Company, яка працювала в період 1977-1978 років через серйозні заходи зі скорочення витрат в результаті підписання Джекі Чаном угоди з Golden Harvest. Після цього Ло Вей зумів видати фільм «Безстрашна гієна 2», використавши залишки плівки, відзнятої з Джекі Чаном, але продовження стало невдалим.
Ло Вей зіграв у 136 фільмах, зрежисерував 60 стрічок, написав 30 сценаріїв та спродюсував 45 фільмів.
Останні роки життя Ло Вей перебував на межі злиднів. 20 січня 1996 року Ло помер від серцевої недостатності в Гонконзі.

## Фільмографія

### Актор
| Рік  | Назва                                  |
| ---- | -------------------------------------- |
| 1948 | Душа Китаю                             |
| 1948 | Скорботи забороненого міста            |
| 1949 | Наш чоловік                            |
| 1949 | Чеснота в пилу                         |
| 1949 | Гріхи нашого батька                    |
| 1949 | Рибальська честь                       |
| 1950 | Забута дружина                         |
| 1951 | В'язень кохання                        |
| 1952 | Той, що втік від собак                 |
| 1952 | Відьма, диявол, гравець                |
| 1952 | Непросте кохання Ван Куя та Ґуя Їна    |
| 1952 | Солодкі спогади                        |
| 1953 | Королева без корони                    |
| 1953 | Юань Ян Цзє                            |
| 1953 | Вічний коханець                        |
| 1953 | Небеса любові, море гріха              |
| 1953 | Співачка на ім'я Хун Лін'янь           |
| 1953 | Новозахідна палата                     |
| 1953 | Щоденник чоловіка                      |
| 1953 | Горезвісна жінка                       |
| 1953 | Лян Мянь Жень                          |
| 1953 | Пан Красень                            |
| 1953 | Жіноче кохання                         |
| 1953 | Жінка пульсуючих пристрастей           |
| 1954 | Білоплямиста змія                      |
| 1954 | Романтична дівчина та романтичні борги |
| 1954 | Розо, Розо, я кохаю тебе               |
| 1954 | Закривавлені квіти                     |
| 1954 | Хибний крок                            |
| 1955 | Рибальська пісня                       |
| 1955 | Героїня                                |
| 1955 | Ціна краси                             |
| 1955 | Підкорення Пані Бальзам                |
| 1955 | Золотий голос                          |
| 1955 | Камілла                                |
| 1955 | Токійська інтермедія                   |
| 1955 | Мадам Баттерфляй                       |
| 1956 | Пані Кікуко                            |
| 1956 | Пісні Персикової річки                 |
| 1956 | Помилка                                |
| 1956 | Червоний цвіт на снігу                 |
| 1956 | Полум'я кохання                        |
| 1956 | Сюрприз                                |
| 1956 | Сліпа любов                            |
| 1956 | За блакитним обрієм                    |
| 1956 | Сі Ши                                  |
| 1956 | Свіжа півонія                          |
| 1956 | Гонитва                                |
| 1957 | Дівчинка Ча-Ча                         |
| 1957 | Романтична ріка                        |
| 1957 | Шлюбна історія                         |
| 1957 | Випивка, цицьки та гроші               |
| 1957 | Любов і злочин                         |
| 1957 | Лагідна весна                          |
| 1957 | Леді співає блюз                       |
| 1958 | Як вийти заміж за мільйонера           |
| 1958 | Історія Анґкор Вата                    |
| 1958 | Дьо Шарн                               |
| 1958 | Люба                                   |
| 1958 | Морський принц                         |
| 1958 | Кривавий ліхтарик                      |
| 1958 | Потоки бажань                          |
| 1958 | Дикі фантазії                          |
| 1958 | Нефритово-зелене озеро                 |
| 1958 | Золотий фенікс                         |
| 1959 | Солодка дика квітка                    |
| 1959 | Дівчина з календаря                    |
| 1959 | Червоніють квіти, коли йдуть зливи     |
| 1959 | Повна радості                          |
| 1959 | Сумний завершальний акорд кохання      |
| 1959 | Вбивство в любовному листі             |
| 1959 | Коханці в морі бажань                  |
| 1959 | Весняна пора на пляжі                  |
| 1959 | Вишукана пані                          |
| 1959 | Пісня з будинку з привидами            |
| 1959 | Всі в одній родині                     |
| 1959 | 48 годин на втечу                      |
| 1959 | Пригода 13-ї сестри                    |
| 1960 | Весільна подорож                       |
| 1960 | Нічийна дитина                         |
| 1960 | Тінь над замком                        |
| 1960 | Трагічна мелодія                       |
| 1960 | Ніжна пастка шпигунства                |
| 1960 | Чорний метелик                         |
| 1961 | Парад краси                            |
| 1961 | Мен Ліси, покоївка джунглів            |
| 1961 | Дівчинка-відьма Хе Юе'ер               |
| 1961 | Пісня без слів                         |
| 1961 | Дівчинка із золотою рукою              |
| 1961 | Пістолет                               |
| 1962 | Хрестовий похід проти татуся           |
| 1962 | Вишуканий романс                       |
| 1963 | Золота стріла                          |
| 1963 | Імператриця Ву Це'тєн                  |
| 1963 | Маленький лотус                        |
| 1963 | Чотири сміливці                        |
| 1964 | Магічна лампа                          |
| 1964 | Найкращі половини                      |
| 1964 | Романтика забороненого міста           |
| 1964 | Кризис                                 |
| 1965 | Бу Жу Ман                              |
| 1965 | Крокодилова ріка                       |
| 1965 | Поклик моря                            |
| 1965 | Ескадрилья 77                          |
| 1966 | Золотий Будда                          |
| 1967 | Янгол із залізними кулаками            |
| 1967 | Пані Струнка Слива                     |
| 1967 | Виклик на смерть                       |
| 1968 | На віки вічні                          |
| 1968 | Чорний метелик                         |
| 1968 | Ангел знову завдає удару               |
| 1968 | Долина смерті                          |
| 1969 | Червона лінія 7000                     |
| 1969 | Драконове болото                       |
| 1969 | Сира відвага                           |
| 1969 | Золотий меч                            |
| 1971 | Євнух                                  |
| 1971 | Тіньовий батіг                         |
| 1971 | Комета завдає удару                    |
| 1971 | Помста снігової дівчини                |
| 1971 | Майстер Шень                           |
| 1972 | Ураган                                 |
| 1972 | Кулак люті                             |
| 1972 | Дикий кінь                             |
| 1973 | Людина на ім'я Тигр                    |
| 1973 | Принцеса заднього двору                |
| 1973 | Матрос № 7                             |
| 1973 | Ніхто, крім хоробрих                   |
| 1973 | Брюс Лі, людина і легенда              |
| 1974 | Негідник! Негідник!                    |
| 1975 | Дівчина зі спритними руками            |
| 1976 | Новий кулак люті                       |
| 1977 | Мерзотник                              |
| 1988 | Мисливець на злочинців                 |
| 1988 | Край темряви                           |
| 1989 | Інформаційна атака                     |
| 1990 | Історія Тріади                         |

### Режисер
| Рік  | Назва                        |
| ---- | ---------------------------- |
| 1953 | Щоденник чоловіка            |
| 1953 | Пан Красень                  |
| 1953 | Жінка пульсуючих пристрастей |
| 1954 | Закривавлені квіти           |
| 1954 | Хибний крок                  |
| 1957 | Ріка романтики               |
| 1958 | Як вийти заміж за мільйонера |
| 1958 | Нефритово-зелене озеро       |
| 1958 | Золотий фенікс               |
| 1959 | Солодка дика квітка          |
| 1960 | Весільна подорож             |
| 1960 | Трагічна мелодія             |
| 1960 | Ніжна пастка шпигунства      |
| 1960 | Чорний метелик               |
| 1961 | Мен Ліси, покоївка джунглів  |
| 1961 | Пісня без слів               |
| 1963 | Золота стріла                |
| 1964 | Магічна лампа                |
| 1964 | Найкращі половини            |
| 1964 | Роман на пам'ять             |
| 1965 | Крокодилова ріка             |
| 1965 | Поклик моря                  |
| 1966 | Золотий Будда                |
| 1967 | Янгол із залізними кулаками  |
| 1967 | Пані Струнка Слива           |
| 1967 | Поклик смерті                |
| 1968 | На віки вічні                |
| 1968 | Чорний метелик               |
| 1968 | Ангел знову завдає удару     |
| 1968 | Долина смерті                |
| 1969 | Червона лінія 7000           |
| 1969 | Драконове болото             |
| 1969 | Сира відвага                 |
| 1969 | Золотий меч                  |
| 1970 | П'ять братів                 |
| 1971 | Непереможна вісімка          |
| 1971 | Тіньовий батіг               |
| 1971 | Комета завдає удару          |
| 1971 | Помста снігової дівчини      |
| 1971 | Великий бос                  |
| 1972 | Ураган                       |
| 1972 | Кулак люті                   |
| 1973 | Людина на ім'я Тигр          |
| 1973 | Принцеса заднього двору      |
| 1973 | Матрос № 7                   |
| 1973 | Ніхто, крім хоробрих         |
| 1973 | Татуйований дракон           |
| 1974 | Каперси китайського кварталу |
| 1974 | Негідник! Негідник!          |
| 1974 | Жовтопикий тигр              |
| 1974 | Приречені                    |
| 1975 | Дівчина зі спритними руками  |
| 1975 | Шаньтун у Гонконзі           |
| 1976 | Новий кулак люті             |
| 1976 | Метеори-вбивці               |
| 1976 | Дерев'яні чоловічки Шаоліня  |
| 1977 | Хлопець, що знає кунг-фу     |
| 1977 | Вбити інтригою               |
| 1978 | Чудові охоронці              |
| 1978 | Духовне кунг-фу              |
| 1979 | Безсмертні воїни             |
| 1979 | Кулак Дракона                |

### Сценарист
| Рік  | Назва                        |
| ---- | ---------------------------- |
| 1957 | Ріка романтики               |
| 1964 | Роман на пам'ять             |
| 1967 | Поклик смерті                |
| 1968 | Чорний метелик               |
| 1968 | Ангел знову завдає удару     |
| 1968 | Долина смерті                |
| 1969 | Драконове болото             |
| 1969 | Сира відвага                 |
| 1969 | Золотий меч                  |
| 1970 | П'ять братів                 |
| 1971 | Непереможна вісімка          |
| 1971 | Євнух                        |
| 1971 | Тіньовий батіг               |
| 1971 | Комета завдає удару          |
| 1971 | Помста снігової дівчини      |
| 1971 | Великий бос                  |
| 1972 | Ураган                       |
| 1972 | Кулак люті                   |
| 1973 | Людина на ім'я Тигр          |
| 1973 | Принцеса заднього двору      |
| 1973 | Матрос № 7                   |
| 1973 | Ніхто, крім хоробрих         |
| 1973 | Татуйований дракон           |
| 1974 | Каперси китайського кварталу |
| 1974 | Негідник! Негідник!          |
| 1974 | Жовтопикий тигр              |
| 1974 | Приречені                    |
| 1975 | Дівчина зі спритними руками  |
| 1975 | Шаньтун у Гонконзі           |
| 1976 | Новий кулак люті             |
| 1977 | Хлопець, що знає кунг-фу     |
| 1979 | Безстрашна гієна             |

### Продюсер
| Рік  | Назва                               |
| ---- | ----------------------------------- |
| 1958 | Як вийти заміж за мільйонера        |
| 1958 | Золотий фенікс                      |
| 1959 | Солодка дика квітка                 |
| 1960 | Весільна подорож                    |
| 1960 | Чорний метелик                      |
| 1975 | Дівчина зі спритними руками         |
| 1975 | Шаньтун у Гонконзі                  |
| 1976 | Тіло на продаж                      |
| 1976 | Новий кулак люті                    |
| 1976 | Метеори-вбивці                      |
| 1976 | Дерев'яні чоловічки Шаоліня         |
| 1977 | Хлопець, що знає кунг-фу            |
| 1977 | Вбити інтригою                      |
| 1978 | Хто тримає золотий ключик?          |
| 1978 | Мистецтво змії та журавля в Шаоліні |
| 1978 | Чудові охоронці                     |
| 1978 | Духовне кунг-фу                     |
| 1978 | Півбуханки кунг-фу                  |
| 1979 | Кулак Дракона                       |
| 1979 | Чемпіон                             |
| 1979 | Великий бос Шанхаю                  |
| 1980 | Підступний поєдинок                 |
| 1980 | Жити і любити                       |
| 1980 | Здобич                              |
| 1980 | Бунтівне правління                  |
| 1981 | Божевільна гонитва                  |
| 1981 | Небезпечна особа                    |
| 1982 | Енергійні 21                        |
| 1983 | Безстрашна гієна. Частина ІІ        |
| 1983 | Диявольський плід                   |
| 1984 | Експрес                             |
| 1984 | Примарний інформатор                |
| 1984 | Даоський п'яниця                    |
| 1985 | Сучасний детектив                   |
| 1985 | Щасливий діамант                    |
| 1985 | Гонконзьке графіті                  |
| 1986 | Молодий борець з даосизмом          |
| 1986 | Чемпіонська операція                |
| 1986 | Темна ніч                           |
| 1986 | Йти поруч зі мною                   |
| 1987 | Чарівна історія                     |
| 1987 | Роздвоєння духу                     |
| 1988 | Мисливець на злочинців              |
| 1989 | Клітка смерті                       |
| 1991 | Китайська легенда                   |
| 1992 | Вимушений кошмар                    |
| 1992 | Прокляття чаклуна                   |
| 1993 | Судний день                         |
| 1993 | Лезо люті                           |